# 朱国贤
朱国贤（1964年9月—），浙江义乌人。男，汉族。1986年7月参加工作，1986年1月加入中国共产党。大学学历，高级记者。曾任中共湖南省委副书记，现任吉林省政协党组书记、主席。

## 简历
朱国贤1986年毕业于杭州大学新闻学专业。长期任职于官方媒体新华社，历任新华社浙江分社记者、采编室副主任、主任、分社党组成员，新华社西藏分社副社长、党组成员，新华社浙江分社副社长、总编辑、党组成员，新华社贵州分社社长、党组书记，新华社新疆分社社长、党组书记，新华社浙江分社社长、分党组书记等新华社多个地方分社各层级职务。
2016年2月，朱国贤曾担任中央第三巡视组副组长，负责对辽宁、山东两省进行“回头看”的巡视任务。同年7月，接替调任中共辽宁省委常委、纪委书记的陈小江，首次以中央纪委宣传部部长（副部长级）的头衔见诸报道。2018年3月中国中央国家机构改组后，同时担任新组建的国家监委宣传部部长一职。
2018年10月，任中共浙江省委常委、省委宣传部部长。
2021年11月，转任中共湖南省委副书记。
2023年1月，升任吉林省政协党组书记、主席。